# Liste des monuments historiques de l'arrondissement de Coutances
Cet article recense les monuments historiques situés dans l'arrondissement de Coutances, dans le département de la Manche.

## Liste
| Monument | Commune                     | Adresse | Coordonnées                        | Notice         | Protection | Date               | Illustration |
| --- | --------------------------- | ------- | ---------------------------------- | -------------- | ---------- | ------------------ | --- |
| Manoir de Coutainville | Agon-Coutainville           |         | 49° 03′ 13″ nord, 1° 35′ 16″ ouest | « PA00110317 » | Inscrit    | 4 juin 1937        | Manoir de Coutainville |
| Église Notre-Dame | Appeville                   |         | 49° 19′ 17″ nord, 1° 20′ 33″ ouest | « PA00110321 » | Classé     | 24 octobre 1950    | Église Notre-Dame |
| Restes de l'ancienne église                                                                                                | Auxais                      |         | 49° 13′ 08″ nord, 1° 17′ 25″ ouest | « PA00110324 » | Inscrit    | 11 juillet 1973    | Restes de l'ancienne église                                                                                                |
| Chapelle des Marins de Gonneville                                                                                          | Blainville-sur-Mer          |         | 49° 04′ 53″ nord, 1° 35′ 15″ ouest | « PA50000031 » | Inscrit    | 5 avril 2005       | Chapelle des Marins de Gonneville                                                                                          |
| Ruines de l'église Saint-Martin de Saint-Martin-le-Vieux                                                                   | Bréhal                      |         | 48° 53′ 36″ nord, 1° 32′ 27″ ouest | « PA00110340 » | Inscrit    | 7 décembre 1970    | Ruines de l'église Saint-Martin de Saint-Martin-le-Vieux                                                                   |
| Église Notre-Dame | Bréville-sur-Mer            |         | 48° 51′ 49″ nord, 1° 33′ 29″ ouest | « PA00110343 » | Inscrit    | 11 juin 1986       | Église Notre-Dame |
| Manoir des Réaux | Cambernon                   |         | 49° 05′ 53″ nord, 1° 23′ 27″ ouest | « PA00110647 » | Inscrit    | 11 septembre 1989  | Manoir des Réaux |
| Château d'Olonde | Canville-la-Rocque          |         | 49° 20′ 38″ nord, 1° 39′ 02″ ouest | « PA50000011 » | Inscrit    | 29 novembre 2000   | Château d'Olonde |
| Château et ferme | Cerisy-la-Salle             |         | 49° 01′ 19″ nord, 1° 17′ 19″ ouest | « PA00110360 » | Classé     | 4 juillet 1995     | Château et ferme |
| Château : dépendances | Cerisy-la-Salle             |         | 49° 01′ 19″ nord, 1° 17′ 19″ ouest | « PA00110360 » | Inscrit    | 31 mai 1946        | Château : dépendances |
| Château | Chanteloup                  |         | 48° 53′ 36″ nord, 1° 29′ 07″ ouest | « PA00110361 » | Inscrit    | 16 mai 1929        | Château |
| Château (façades et toitures Renaissance, porte de la grande salle avec vantaux peints)                                    | Chanteloup                  |         | 48° 53′ 36″ nord, 1° 29′ 07″ ouest | « PA00110361 » | Classé     | 27 septembre 1975  | Château (façades et toitures Renaissance, porte de la grande salle avec vantaux peints)                                    |
| Château de Franquetot | Coigny                      |         | 49° 19′ 56″ nord, 1° 23′ 34″ ouest | « PA00110370 » | Inscrit    | 16 juillet 1968    | Château de Franquetot |
| Vieux château : la cheminée Renaissance au 1er étage                                                                       | Coigny                      |         | 49° 19′ 15″ nord, 1° 23′ 05″ ouest | « PA00110371 » | Classé     | 30 mars 1978       | Vieux château : la cheminée Renaissance au 1er étage                                                                       |
| Ancien parc des évêques de Coutances (également sur Coutances et Saint-Pierre-de-Coutances)                                | Courcy                      |         | 49° 02′ 57″ nord, 1° 25′ 56″ ouest | « PA00110373 » | Inscrit    | 2 novembre 1988    | Ancien parc des évêques de Coutances (également sur Coutances et Saint-Pierre-de-Coutances)                                |
| Ancien parc des évêques de Coutances (également sur Courcy et Saint-Pierre-de-Coutances)                                   | Coutances                   |         | 49° 02′ 57″ nord, 1° 25′ 56″ ouest | « PA00110381 » | Inscrit    | 2 novembre 1988    | Ancien parc des évêques de Coutances (également sur Courcy et Saint-Pierre-de-Coutances)                                   |
| Statue de Charles-François Lebrun                                                                                          | Coutances                   |         | 49° 02′ 59″ nord, 1° 26′ 32″ ouest | « PA50000051 » | Inscrit    | 18 août 2006       | Statue de Charles-François Lebrun                                                                                          |
| Hôtel, 18 rue Quesnel-Morinière                                                                                            | Coutances                   |         | 49° 02′ 48″ nord, 1° 26′ 48″ ouest | « PA00110649 » | Inscrit    | 27 décembre 1989   | Hôtel, 18 rue Quesnel-Morinière                                                                                            |
| Évêché | Coutances                   |         | 49° 02′ 49″ nord, 1° 26′ 36″ ouest | « PA00110379 » | Inscrit    | 10 juin 2014       | Évêché |
| Aqueduc | Coutances                   |         | 49° 03′ 01″ nord, 1° 26′ 56″ ouest | « PA00110374 » | Classé     | 1840               | Aqueduc |
| Chapelle du lycée Lebrun                                                                                                   | Coutances                   |         | 49° 02′ 45″ nord, 1° 26′ 32″ ouest | « PA00110376 » | Inscrit    | 19 décembre 1946   | Chapelle du lycée Lebrun                                                                                                   |
| Cathédrale Notre-Dame | Coutances                   |         | 49° 02′ 51″ nord, 1° 26′ 39″ ouest | « PA00110375 » | Classé     | 1862               | Cathédrale Notre-Dame |
| Église Saint-Nicolas | Coutances                   |         | 49° 02′ 57″ nord, 1° 26′ 37″ ouest | « PA00110377 » | Classé     | 11 juin 1946       | Église Saint-Nicolas |
| Église Saint-Pierre | Coutances                   |         | 49° 02′ 45″ nord, 1° 26′ 42″ ouest | « PA00110378 » | Classé     | 4 janvier 1901     | Église Saint-Pierre |
| Hôtel-Dieu (actuel hôpital) : chapelle Notre-Dame de la Victoire                                                           | Coutances                   |         | 49° 02′ 28″ nord, 1° 26′ 42″ ouest | « PA00110380 » | Classé     | 24 mars 1949       | Hôtel-Dieu (actuel hôpital) : chapelle Notre-Dame de la Victoire                                                           |
| Hôtel-Dieu (actuel hôpital) : salle des Religieuses                                                                        | Coutances                   |         | 49° 02′ 29″ nord, 1° 26′ 43″ ouest | « PA00110380 » | Inscrit    | 24 janvier 1947    | Image manquante Téléverser                                                                                                 |
| Hôtel-Dieu (actuel hôpital) : bâtiment 13 et réfectoire                                                                    | Coutances                   |         | 49° 02′ 29″ nord, 1° 26′ 40″ ouest | « PA00110380 » | Classé     | 17 juin 1968       | Hôtel-Dieu (actuel hôpital) : bâtiment 13 et réfectoire                                                                    |
| Hôtel-Dieu (actuel hôpital) : clocher de l'ancienne chapelle de l'Hôtel Dieu                                               | Coutances                   |         | 49° 02′ 28″ nord, 1° 26′ 42″ ouest | « PA00110380 » | Classé     | 18 octobre 1979    | Hôtel-Dieu (actuel hôpital) : clocher de l'ancienne chapelle de l'Hôtel Dieu                                               |
| Ancienne sous-préfecture                                                                                                   | Coutances                   |         | 49° 02′ 45″ nord, 1° 26′ 49″ ouest | « PA00110382 » | Inscrit    | 8 mai 1973         | Ancienne sous-préfecture                                                                                                   |
| Tourelle, rue Geoffroy-Herbert                                                                                             | Coutances                   |         | 49° 02′ 47″ nord, 1° 26′ 47″ ouest | « PA00110384 » | Inscrit    | 24 juin 1937       | Tourelle, rue Geoffroy-Herbert                                                                                             |
| Tourelle d'escalier, rue du Pertuis-Trouard (détruite)                                                                     | Coutances                   |         | à géolocaliser                     | « PA00110385 » | Inscrit    | 2 avril 1946       | Tourelle d'escalier, rue du Pertuis-Trouard (détruite)                                                                     |
| Tour, rue de la Poissonnerie (détruite)                                                                                    | Coutances                   |         | à géolocaliser                     | « PA00110383 » | Inscrit    | 14 mai 1937        | Tour, rue de la Poissonnerie (détruite)                                                                                    |
| Jardin public | Coutances                   |         | 49° 02′ 50″ nord, 1° 26′ 51″ ouest | « PA00110669 » | Inscrit    | 20 novembre 1992   | Jardin public |
| Hôtel Tanqueray de la Montbrière                                                                                           | Coutances                   |         | 49° 02′ 55″ nord, 1° 26′ 35″ ouest | « PA00110666 » | Inscrit    | 21 juin 1992       | Hôtel Tanqueray de la Montbrière                                                                                           |
| Halle aux poissons | Coutances                   |         | 49° 02′ 47″ nord, 1° 26′ 40″ ouest | « PA50000071 » | Inscrit    | 20 septembre 2010  | Image manquante Téléverser                                                                                                 |
| Ancien corps de garde | Doville                     |         | 49° 19′ 24″ nord, 1° 33′ 43″ ouest | « PA00110667 » | Inscrit    | 1er mars 1992      | Ancien corps de garde |
| Manoir du Bois | Feugères                    |         | 49° 08′ 45″ nord, 1° 20′ 05″ ouest | « PA50000081 » | Inscrit    | 2 février 2012     | Image manquante Téléverser                                                                                                 |
| Manoir de la Cour | Gonfreville                 |         | 49° 14′ 24″ nord, 1° 23′ 34″ ouest | « PA00110410 » | Inscrit    | 14 novembre 1977   | Manoir de la Cour |
| Manoir de Camprond | Gorges                      |         | 49° 15′ 09″ nord, 1° 24′ 52″ ouest | « PA50000068 » | Inscrit    | 11 septembre 2009  | Manoir de Camprond |
| Église Notre-Dame et cimetière                                                                                             | Gratot                      |         | 49° 04′ 02″ nord, 1° 29′ 26″ ouest | « PA00110423 » | Inscrit    | 18 août 1949       | Église Notre-Dame et cimetière                                                                                             |
| Ruines du château | Gratot                      |         | 49° 04′ 07″ nord, 1° 29′ 23″ ouest | « PA00110422 » | Classé     | 4 août 1970        | Ruines du château |
| Ermitage Saint-Gerbold | Gratot                      |         | 49° 04′ 13″ nord, 1° 28′ 27″ ouest | « PA00110668 » | Classé     | 12 octobre 1995    | Ermitage Saint-Gerbold |
| Abbaye de Hambye : ruines de l'église                                                                                      | Hambye                      |         | 48° 55′ 18″ nord, 1° 15′ 53″ ouest | « PA00110427 » | Classé     | 12 août 1902       | Abbaye de Hambye : ruines de l'église                                                                                      |
| Abbaye de Hambye : porterie et le logis abbatial                                                                           | Hambye                      |         | 48° 55′ 18″ nord, 1° 15′ 53″ ouest | « PA00110427 » | Classé     | 10 avril 1925      | Abbaye de Hambye : porterie et le logis abbatial                                                                           |
| Abbaye de Hambye (Salle capitulaire, salle des morts, salles voûtées attenantes, cuisines, boulangerie, pressoir, étables) | Hambye                      |         | 48° 55′ 18″ nord, 1° 15′ 53″ ouest | « PA00110427 » | Classé     | 16 mai 1925        | Abbaye de Hambye (Salle capitulaire, salle des morts, salles voûtées attenantes, cuisines, boulangerie, pressoir, étables) |
| Enclos abbatial de l'abbaye de Hambye (également sur Percy)                                                                | Hambye                      |         | 48° 55′ 18″ nord, 1° 15′ 53″ ouest | « PA00110427 » | Classé     | 2 mai 1995         | Enclos abbatial de l'abbaye de Hambye (également sur Percy)                                                                |
| Restes du château de La Haye-du-Puits                                                                                      | La Haye-du-Puits            |         | 49° 17′ 36″ nord, 1° 32′ 40″ ouest | « PA00110428 » | Classé     | 22 octobre 1939    | Restes du château de La Haye-du-Puits                                                                                      |
| Manoir des Marais | Hyenville                   |         | 48° 59′ 07″ nord, 1° 29′ 21″ ouest | « PA00110433 » | Inscrit    | 7 avril 1975       | Manoir des Marais |
| Abbaye de Lessay : église                                                                                                  | Lessay                      |         | 49° 13′ 13″ nord, 1° 31′ 58″ ouest | « PA00110438 » | Classé     | 1840               | Abbaye de Lessay : église                                                                                                  |
| Abbaye de Lessay : façades et toitures des bâtiments conventuels                                                           | Lessay                      |         | 49° 13′ 14″ nord, 1° 31′ 58″ ouest | « PA00110438 » | Classé     | 19 octobre 1946    | Abbaye de Lessay : façades et toitures des bâtiments conventuels                                                           |
| Pigeonnier du château | Longueville                 |         | 48° 51′ 50″ nord, 1° 32′ 00″ ouest | « PA00110441 » | Inscrit    | 7 avril 1975       | Image manquante Téléverser                                                                                                 |
| Église Saint-Manvieu | Marchésieux                 |         | 49° 11′ 15″ nord, 1° 17′ 22″ ouest | « PA00110444 » | Inscrit    | 14 octobre 1946    | Église Saint-Manvieu |
| Peintures murales de l'église Saint-Manvieu                                                                                | Marchésieux                 |         | 49° 11′ 15″ nord, 1° 17′ 22″ ouest | « PA00110444 » | Classé     | 15 septembre 1953  | Peintures murales de l'église Saint-Manvieu                                                                                |
| Maison des marais | Marchésieux                 |         | 49° 10′ 16″ nord, 1° 18′ 25″ ouest | « PA50000073 » | Inscrit    | 8 avril 2011       | Maison des marais |
| Église Saint-Pierre | Le Mesnil-Aubert            |         | 48° 56′ 45″ nord, 1° 24′ 48″ ouest | « PA00110650 » | Inscrit    | 9 juillet 1990     | Église Saint-Pierre |
| Église Saint-Martin | La Meurdraquière            |         | 48° 50′ 58″ nord, 1° 24′ 29″ ouest | « PA50000036 » | Inscrit    | 24 août 2005       | Église Saint-Martin |
| Manoir de la Champagne : portail                                                                                           | Millières                   |         | 49° 10′ 17″ nord, 1° 27′ 32″ ouest | « PA00135510 » | Inscrit    | 6 février 1995     | Manoir de la Champagne : portail                                                                                           |
| Église Saint-Martin | Montaigu-les-Bois           |         | 48° 53′ 34″ nord, 1° 16′ 42″ ouest | « PA00110456 » | Inscrit    | 25 septembre 1985  | Église Saint-Martin |
| Église Saint-Georges de L'Orbehaye                                                                                         | Montaigu-les-Bois           |         | 48° 53′ 43″ nord, 1° 15′ 41″ ouest | « PA00110457 » | Inscrit    | 25 septembre 1985  | Église Saint-Georges de L'Orbehaye                                                                                         |
| Église Saint-Georges | Montchaton                  |         | 49° 00′ 49″ nord, 1° 30′ 10″ ouest | « PA00110458 » | Inscrit    | 24 mars 1975       | Église Saint-Georges |
| Jardin de la maison de Montcuit                                                                                            | Montcuit                    |         | 49° 07′ 20″ nord, 1° 19′ 59″ ouest | « PA50000058 » | Inscrit    | 28 mars 2008       | Jardin de la maison de Montcuit                                                                                            |
| Fours à chaux des Gravelets                                                                                                | Montmartin-sur-Mer          |         | 48° 59′ 36″ nord, 1° 31′ 25″ ouest | « PA50000002 » | Inscrit    | 5 mars 1996        | Fours à chaux des Gravelets                                                                                                |
| Four à chaux de l'Épine au Page                                                                                            | Montmartin-sur-Mer          |         | 48° 59′ 53″ nord, 1° 30′ 23″ ouest | « PA00110663 » | Inscrit    | 23 avril 1992      | Image manquante Téléverser                                                                                                 |
| Four à chaux de la Société                                                                                                 | Montmartin-sur-Mer          |         | 48° 59′ 38″ nord, 1° 31′ 42″ ouest | « PA00110662 » | Inscrit    | 22 mai 1989        | Image manquante Téléverser                                                                                                 |
| Ancienne abbaye de Blanchelande                                                                                            | Neufmesnil                  |         | 49° 18′ 37″ nord, 1° 31′ 12″ ouest | « PA50000015 » | Inscrit    | 27 novembre 2000   | Ancienne abbaye de Blanchelande                                                                                            |
| Église Sainte-Hélène | Orval                       |         | 49° 00′ 48″ nord, 1° 28′ 13″ ouest | « PA00110531 » | Classé     | 22 septembre 1914  | Église Sainte-Hélène |
| Fours à chaux du Petit Carrier                                                                                             | Orval                       |         | 48° 59′ 55″ nord, 1° 27′ 19″ ouest | « PA00125302 » | Inscrit    | 22 mai 1989        | Image manquante Téléverser                                                                                                 |
| Fours à chaux des Mulots                                                                                                   | Orval                       |         | 48° 59′ 52″ nord, 1° 27′ 32″ ouest | « PA50000069 » | Inscrit    | 11 septembre 2009  | Image manquante Téléverser                                                                                                 |
| Four à chaux de la Riotte                                                                                                  | Orval                       |         | 49° 00′ 02″ nord, 1° 27′ 18″ ouest | « PA50000070 » | Inscrit    | 11 septembre 2009  | Image manquante Téléverser                                                                                                 |
| Enclos abbatial de l'abbaye de Hambye (également sur Hambye)                                                               | Percy                       |         | 48° 55′ 18″ nord, 1° 15′ 53″ ouest | « PA00110678 » | Classé     | 2 mai 1995         | Enclos abbatial de l'abbaye de Hambye (également sur Hambye)                                                               |
| Église Saint-Pierre | Périers                     |         | 49° 11′ 10″ nord, 1° 24′ 32″ ouest | « PA00110533 » | Classé     | 1862               | Église Saint-Pierre |
| Château de Pirou | Pirou                       |         | 49° 09′ 41″ nord, 1° 34′ 25″ ouest | « PA00110540 » | Inscrit    | 4 juillet 1968     | Château de Pirou |
| Église Notre-Dame-et-Sainte-Agathe                                                                                         | Quettreville-sur-Sienne     |         | 48° 58′ 07″ nord, 1° 27′ 58″ ouest | « PA00110553 » | Inscrit    | 21 octobre 1970    | Église Notre-Dame-et-Sainte-Agathe                                                                                         |
| Manoir de Quettreville (manoir de Surcouf)                                                                                 | Quettreville-sur-Sienne     |         | 48° 58′ 54″ nord, 1° 28′ 43″ ouest | « PA50000087 » | Inscrit    | 22 décembre 2016   | Manoir de Quettreville (manoir de Surcouf)                                                                                 |
| Clocher de l'église Notre-Dame                                                                                             | Regnéville-sur-Mer          |         | 49° 00′ 30″ nord, 1° 33′ 09″ ouest | « PA00110556 » | Inscrit    | 14 mai 1937        | Clocher de l'église Notre-Dame                                                                                             |
| Manoir de Crux | Regnéville-sur-Mer          |         | 49° 01′ 37″ nord, 1° 32′ 08″ ouest | « PA00110557 » | Inscrit    | 20 mai 1975        | Image manquante Téléverser                                                                                                 |
| Ancien lavoir | Regnéville-sur-Mer          |         | 49° 00′ 27″ nord, 1° 33′ 15″ ouest | « PA00110653 » | Inscrit    | 1er décembre 1989  | Ancien lavoir |
| Château | Regnéville-sur-Mer          |         | 49° 00′ 27″ nord, 1° 33′ 14″ ouest | « PA00110652 » | Inscrit    | 1er décembre 1989  | Château |
| Château : ruines du donjon et la Haute Cour                                                                                | Regnéville-sur-Mer          |         | 49° 00′ 27″ nord, 1° 33′ 11″ ouest | « PA00110652 » | Classé     | 13 septembre 1991  | Château : ruines du donjon et la Haute Cour                                                                                |
| Fours à chaux du Rey | Regnéville-sur-Mer          |         | 49° 00′ 13″ nord, 1° 32′ 34″ ouest | « PA00110658 » | Inscrit    | 26 août 1991       | Fours à chaux du Rey |
| Église Saint-Germain et cimetière                                                                                          | Saint-Germain-sur-Ay        |         | 49° 14′ 07″ nord, 1° 35′ 45″ ouest | « PA00110572 » | Inscrit    | 12 août 1946       | Église Saint-Germain et cimetière                                                                                          |
| « Chapelle » de l'ancien corps de garde                                                                                    | Saint-Germain-sur-Ay        |         | 49° 13′ 54″ nord, 1° 36′ 31″ ouest | « PA00110665 » | Inscrit    | 23 avril 1992      | « Chapelle » de l'ancien corps de garde                                                                                    |
| Restes du château | Saint-Germain-sur-Sèves     |         | 49° 13′ 54″ nord, 1° 21′ 59″ ouest | « PA00110573 » | Inscrit    | 13 décembre 1950   | Restes du château |
| Manoir | Saint-Malo-de-la-Lande      |         | 49° 04′ 19″ nord, 1° 32′ 23″ ouest | « PA50000029 » | Inscrit    | 1er septembre 2004 | Manoir |
| Ancien parc des évêques de Coutances (également sur Courcy et Coutances)                                                   | Saint-Pierre-de-Coutances   |         | 49° 02′ 57″ nord, 1° 25′ 56″ ouest | « PA00110595 » | Inscrit    | 2 novembre 1988    | Ancien parc des évêques de Coutances (également sur Courcy et Coutances)                                                   |
| Église Sainte-Trinité : bas-relief au Christ de majesté de l'ancienne église Saint-Sauveur (extérieur)                     | Saint-Sauveur-de-Pierrepont |         | 49° 20′ 10″ nord, 1° 35′ 41″ ouest | « PA00110538 » | Inscrit    | 7 octobre 1935     | Église Sainte-Trinité : bas-relief au Christ de majesté de l'ancienne église Saint-Sauveur (extérieur)                     |
| Ancienne église Saint-Sauveur : chœur                                                                                      | Saint-Sauveur-de-Pierrepont |         | 49° 20′ 01″ nord, 1° 35′ 35″ ouest | « PA00110538 » | Inscrit    | 19 avril 1946      | Ancienne église Saint-Sauveur : chœur                                                                                      |
| Église : clocher | Saint-Sauveur-Lendelin      |         | 49° 07′ 51″ nord, 1° 24′ 41″ ouest | « PA00110600 » | Inscrit    | 5 mai 1975         | Église : clocher |
| Manoir du Grand Taute : façades et toitures, grande salle                                                                  | Saint-Sauveur-Lendelin      |         | 49° 07′ 00″ nord, 1° 22′ 31″ ouest | « PA00110601 » | Inscrit    | 11 août 1975       | Manoir du Grand Taute : façades et toitures, grande salle                                                                  |
| Manoir du Grand Taute : logis, pressoir, boulangerie, écuries, grange, pièce d'eau et douves, ancien jardin                | Saint-Sauveur-Lendelin      |         | 49° 07′ 00″ nord, 1° 22′ 31″ ouest | « PA00110601 » | Inscrit    | 4 juin 1993        | Manoir du Grand Taute : logis, pressoir, boulangerie, écuries, grange, pièce d'eau et douves, ancien jardin                |
| Colombier du manoir d'Argences                                                                                             | Saussey                     |         | 49° 01′ 02″ nord, 1° 26′ 51″ ouest | « PA50000021 » | Inscrit    | 16 juillet 2001    | Image manquante Téléverser                                                                                                 |
| Église : peintures murales du XVIe                                                                                         | Savigny                     |         | 49° 02′ 55″ nord, 1° 20′ 18″ ouest | « PA00110610 » | Classé     | 1905               | Église : peintures murales du XVIe                                                                                         |
| Église : totalité | Savigny                     |         | 49° 02′ 55″ nord, 1° 20′ 18″ ouest | « PA00110610 » | Inscrit    | 1970               | Église : totalité |
| Statue du maréchal de Tourville                                                                                            | Tourville-sur-Sienne        |         | 49° 02′ 44″ nord, 1° 32′ 42″ ouest | « PA50000055 » | Inscrit    | 18 juillet 2006    | Statue du maréchal de Tourville                                                                                            |
| Église Saint-Pierre | Vesly                       |         | 49° 15′ 09″ nord, 1° 30′ 19″ ouest | « PA00110639 » | Classé     | 12 décembre 1996   | Église Saint-Pierre |
| Manoir de Bricquebost | Vesly                       |         | 49° 13′ 55″ nord, 1° 29′ 04″ ouest | « PA50000022 » | Inscrit    | 5 mars 2001        | Manoir de Bricquebost |